# Il mostro (Samuele Bersani)
Il mostro è un singolo del cantautore italiano Samuele Bersani, presentato nel 1991 e pubblicato nel 1992 come primo estratto dall'album d'esordio C'hanno preso tutto.

## Descrizione
(Incipit del brano)

Nel 1991, Samuele Bersani viene notato da Lucio Dalla che, notando il suo talento, gli dà l'opportunità di farsi conoscere facendolo esibire ad ogni concerto del suo Cambio Tour. In occasione di queste tappe, Samuele propone il suo brano Il mostro, nel quale si racconta la storia di un animale che, a causa del suo misero aspetto, viene ritenuto pericoloso («dicono che sia capace di uccidere un uomo, non per difendersi solo perché non è buono») e, per questo, evitato da tutti, per poi essere ucciso brutalmente; quando invece, probabilmente, questo essere non solo non ha cattive intenzioni e vuole solo trovare un posto dove stare in pace senza essere disturbato dagli uomini («è alla ricerca di un posto lontano dal male ... ma l'unico posto tranquillo è quel vecchio cortile, l'unico posto che c'è per un grande animale»), ma addirittura ha più paura lui di loro («ma l'unica cosa evidente è che il mostro ha paura»). Si tratta di un'evidente critica all'incomunicabilità della gente, dove il "mostro" è semplicemente una persona che, per alcune sue abitudini diverse dagli altri, viene emarginato dalla società.
Il brano è stato inserito, in un'edizione restaurata, nella raccolta Che vita! Il meglio di Samuele Bersani (2002) e, successivamente, nella raccolta Psyco - 20 anni di canzoni (2012).